# John McSweeney Jr.
Pour les articles homonymes, voir McSweeney.
John McSweeney Jr. est un monteur américain né le 26 août 1915 à New York (New York) et mort le 19 mai 1999 à Redondo Beach (Californie).

## Biographie
John McSweeney Jr. est membre de l'Association des monteurs américains.

## Filmographie

### Cinéma
- 1952 : Les Rois de la couture de Vincente Minnelli et Mervyn LeRoy
- 1952 : La Première Sirène de Mervyn LeRoy
- 1953 : Traversons la Manche de Charles Walters
- 1953 : Lune de miel au Brésil de Mervyn LeRoy
- 1955 : La Fille de l'amiral de Roy Rowland
- 1955 : Le Voleur du Roi de Robert Z. Leonard et Hugo Fregonese
- 1956 : Diane de Poitiers de David Miller
- 1956 : Gaby de Curtis Bernhardt
- 1956 : The Opposite Sex de David Miller
- 1957 : La Cage aux hommes de Russell Rouse
- 1957 : Dix mille chambres à coucher de Richard Thorpe
- 1958 : Traquenard de Nicholas Ray
- 1958 : Libre comme le vent de Robert Parrish
- 1958 : Le Père malgré lui de Gene Kelly
- 1959 : Une fille très avertie de Charles Walters
- 1959 : Tout commença par un baiser de George Marshall
- 1959 : Comment dénicher un mari de George Marshall
- 1960 : Ne mangez pas les marguerites de Charles Walters
- 1960 : Les Jeunes Loups de Michael Anderson
- 1961 : Volupté de Ranald MacDougall
- 1962 : Les Révoltés du Bounty de Lewis Milestone et Carol Reed
- 1963 : Les Astuces de la veuve de George Sidney
- 1964 : L'Amour en quatrième vitesse de George Sidney
- 1965 : Signpost to Murder de George Englund
- 1965 : Le Mors aux dents de Burt Kennedy
- 1966 : La blonde défie le FBI de Frank Tashlin
- 1966 : Piège au grisbi de Burt Kennedy
- 1967 : Croisière surprise de Norman Taurog
- 1968 : Le Grand Frisson de Norman Taurog
- 1968 : Les Corrupteurs de Brian G. Hutton
- 1969 : Me, Natalie de Fred Coe
- 1969 : Hail, Hero! de David Miller
- 1970 : Adam at Six A.M. de Robert Scheerer
- 1971 : Evel Knievel (en) de Marvin J. Chomsky
- 1972 : Les Rongeurs de l'apocalypse de William F. Claxton
- 1974 : Christina de Paul Krasny
- 1979 : Skatetown, U.S.A. de William A. Levey

### Télévision
- 1976 : L'Enfant bulle (The Boy in the Plastic Bubble) de Randal Kleiser

## Distinctions
- Oscars 1963 : nomination pour l'Oscar du meilleur montage pour Les Révoltés du Bounty